# Poecilasthena schistaria
Poecilasthena schistaria är en fjärilsart som beskrevs av Walker 1861. Poecilasthena schistaria ingår i släktet Poecilasthena och familjen mätare. Inga underarter finns listade i Catalogue of Life.